# Гірний Олег Ігорович
Олег Ігорович Гірний (5 червня 1960, м. Львів, нині Україна — 24 листопада 2020, м. Львів, Україна) — український науковець, освітній діяч, перекладач. Кандидат технічних наук (1989).

## Життєпис
Олег Гірний народився 5 червня 1960 року у місті Львові в сім'ї інженера Ігоря та педагогині Нелі.
Закінчив Львівську загальноосвітню школу № 44 (на відмінно), енергетичний факультет Львівського політехнічного інституту (1982, спеціальність — електричні станції), Кам'янець-Подільський педагогічний університет (2003, спеціальність — практична психологія та олігофренопедагогіка). Працював (від 1992) доцентом кафедр методології безперервної освіти вчителів, загальної і часткових дидактик, природничо-математичної освіти Львівському інституті післядипломної педагогічної освіти.
У 2001 році був перекладачем Католицького інформаційного агентства (Варшава) в період візиту Папи Івана Павла ІІ в Україну (офіційна акредитація, м. Львів).

### Доробок
Автор та співавтор навчально-методичної літератури для 5-8 класів; понад 140 наукових, науково-популярних та інших фахових публікацій. Створив підручники для 5 класу «Природознавство» та «Рідний край. Географія Львівської області з основами природознавства» (співавтор Мирослав Зінкевич), а також робочі зошити з Фізики для 7-8 класу. Усі навчальні посібники схвалені й рекомендовані Міністерством освіти і науки України.
Вільно володіючи польською мовою, переклав серію праць польських філософів українською. Зокрема, є перекладачем «Історії Філософії» Владислава Татаркевича (Том 3).

### Публікації
1. Hirnyj, O. Nie jest uczeń ponad nauczycielem, czyli twórczość właściwie ukierunkowana // Pod red. K. Najder-Srefaniak i Anny Hanling «Filozofia i praktyka tworzenia. Humanistyka — pedagogika — socjologia». — Warszawa: Wyd-wo SGGW. — 2019. — s. 69-87.
2. Hirnyy, O. «Równy dostęp do jakościowej oświaty» — imitacja, eufemizm czy pojęcie o konkretnej treści // Pod red. A. Góralskiego i J. Łaszczyka «Intelektualiści i młoda inteligencja budowniczymi społeczeństw obywatelskich. Wyzwania, dokonania, zatory, porażki». — Warszawa: Wyd-wo APS. — 2015. — s.178-184.
3. Hirnyy, O. Dobrze jest mieć mistrza // Pod red. J. Łaszczyka, «Wspólnotowość a solidarność» (księga jubileuszowa poświęcona Profesorowi Andrzejowi Goralskiemu). — Warszawa: Universitas Rediviva. — 2016. — s. 33-35.
4. Hirnyy, O. Pedagogika — dzieło Andrzeja Grzegorczyka // Pod red. A. Góralskiego, «Andrzej Grzegorczyk. Człowiek i dzieło» (APS). — Warszawa: Universitas Rediviva. — 2015. — s. 155—168.
5. Гірний, О. Анджей Ґжеґорчик як філософ освіти // Філософія освіти / Philosophy of Education: науковий журнал. — 2016. № 1(18) // Київ: Інститут вищої освіти НАПН України — НПУ ім. М. П. Драгоманова. — С. 242—256.
6. Гірний, О. Спадщина професора Анджея Ґжеґорчика — як знаковий фактор спілкування, діалогу і соціальної реальності // Збірник тез Міжнародної конференції. «Філософія діалогу й порозуміння в побудові європейської й світової спільноти». МОН України — ЛНУ ім.. Івана Франка. — Львів, 23-24 червня 2016 р. — С. 42-43.
7. Гірний, О. Термін «представлення» у перекладах наукових текстів // Збірник матеріалів XVI Міжнародної наукової конференції «Проблеми української термінології. СловоСвіт 2020», 1-3 жовтня 2020 р. — Львів: НУ «Львівська політехніка».
8. Гірний, О. Юзеф Марія Бохеньський. Ліва філософія. (переклад з польської Олега Гірного). — Львів: Тріада Плюс. — 2018. — 512 с.

## Відзнаки
- Лауреат почесної відзнаки міністра культури та національної спадщини Польської Республіки «Zasłużony dla Kultury Polskiej» (2009)[2].